# 日本学生ゴルフ選手権競技
日本学生ゴルフ選手権競技（にほんがくせいゴルフせんしゅけんきょうぎ）は日本ゴルフ協会(JGA)が主催、スポーツ庁と日本学生ゴルフ連盟が後援する学生ゴルファー日本一決定戦。毎年8月下旬に開催される。

## 歴史
1935年に関東学生ゴルフ選手権として第1回大会として行われた。しかし、戦時中の中止を挟み、戦後も学生連盟による運営の下で開催されていたが、1953年に再び日本ゴルフ協会(JGA) 主催競技として復活。男子は4日間、女子は3日間ストロークプレー方式で行われている。1990年から、開催コースを男女統一した。2020年はコロナ禍により中止。
歴代優勝者には松山英樹や丸山茂樹、宮里優作ら、日本ツアーやPGAツアーなどで活躍している選手が数多くいる。

## 歴代優勝者

### 開催コース統一前
| 開催年 | 男子       | 男子         | 男子                                     | 女子       | 女子                   | 女子                                 |
| 開催年 | 優勝者     | 学校         | 開催コース                               | 優勝者     | 学校                   | 開催コース                           |
| ------ | ---------- | ------------ | ---------------------------------------- | ---------- | ---------------------- | ------------------------------------ |
| 1964年 | 中部銀次郎 | 甲南大学     | 廣野ゴルフ倶楽部                         | 松波紘子   |                        | 奈良国際ゴルフ倶楽部                 |
| 1965年 | 三上正彦   | 同志社大学   | 東京ゴルフ倶楽部                         | 花田妙子   |                        | 千葉カントリークラブ野田コース       |
| 1966年 | 沼沢聖一   | 日本大学     | 小野ゴルフ倶楽部                         | 井福羽留子 | 日本大学               | 茨木カンツリー倶楽部西コース         |
| 1967年 | 西田升平   | 日本大学     | 相模原ゴルフクラブ東コース               | 井福羽留子 | 日本大学               | 霞ヶ関カンツリー倶楽部東コース       |
| 1968年 | 山田健一   | 日本大学     | 愛岐カントリークラブ東・中コース         | 桝井芙佐子 | 慶應義塾大学           | 城陽カントリー倶楽部西コース         |
| 1969年 | 片山康     | 日本大学     | 千葉カントリークラブ梅郷コース           | 上中好子   |                        | 霞ヶ関カンツリー倶楽部東・西コース   |
| 1970年 | 高橋信雄   | 日本大学     | 奈良国際ゴルフ倶楽部                     | 松田裕加子 | 甲南大学               | 愛知カンツリー倶楽部                 |
| 1971年 | 高橋信雄   | 日本大学     | アジア下館カントリー倶楽部               | 渡辺美枝子 |                        | 武蔵カントリークラブ豊岡コース       |
| 1972年 | 大竹徹     |              | 茨木カンツリー倶楽部西コース             | 吉持姿子   |                        | 茨木国際ゴルフ倶楽部東・西コース     |
| 1973年 | 浅川辰彦   | 慶應義塾大学 | 江戸崎カントリー倶楽部東・西コース       | 荒川万寿   | 成城大学               | 三好カントリー倶楽部東コース         |
| 1974年 | 倉本昌弘   | 日本大学     | 周南カントリークラブ                     | 荒川万寿   | 成城大学               | 東京ゴルフ倶楽部                     |
| 1975年 | 倉本昌弘   | 日本大学     | 名張カントリークラブ                     | 渡辺智都子 | 聖心女子大学           | 興国津山カントリークラブ             |
| 1976年 | 倉本昌弘   | 日本大学     | 東名古屋カントリークラブ                 | 小田美岐   | 同志社大学             | 興国津山カントリークラブ             |
| 1977年 | 倉本昌弘   | 日本大学     | 烏山城カントリークラブ                   | 加納由美子 | 梅花女子大学           | 三好カントリー倶楽部東コース         |
| 1978年 | 金谷多一郎 | 日本大学     | 門司ゴルフ倶楽部                         | 小田美岐   | 同志社大学             | 宝塚ゴルフ倶楽部新コース             |
| 1979年 | 羽川豊     | 専修大学     | 霞ヶ関カンツリー倶楽部東コース           | 小田美岐   | 同志社大学             | 龍ヶ崎カントリー倶楽部               |
| 1980年 | 木村政信   | 日本大学     | 城陽カントリー倶楽部東コース             | 宮沢晴代   | 日本大学               | 東京ゴルフ倶楽部                     |
| 1981年 | 金谷多一郎 | 日本大学     | セントラルゴルフクラブ東コース           | 小田美岐   | 同志社大学             | 鳴尾ゴルフ倶楽部                     |
| 1982年 | 東聡       | 日本大学     | 周南カントリークラブ                     | 湯原光葉   | 青山学院大学           | 総成カントリー倶楽部東・南・西コース |
| 1983年 | 長田敬市   | 同志社大学   | 龍ヶ崎カントリー倶楽部                   | 乃村三枝子 | 金城学院大学           | 西宮カントリー倶楽部                 |
| 1984年 | 田中泰二郎 | 日本大学     | かごしま空港36カントリークラブ空港コース | 吉村雅江   | 日本体育大学           | 芦原ゴルフクラブ                     |
| 1985年 | 米山剛     | 日本大学     | 中山カントリークラブ                     | 谷弘恵     | 青山学院大学           | 小野ゴルフ倶楽部                     |
| 1986年 | 東良裕     |              | 愛知カンツリー倶楽部                     | 石井梨香   | 日本大学               | 奈良万葉カンツリー倶楽部             |
| 1987年 | 岡部太郎   | 専修大学     | 賀茂カントリークラブ                     | 橋本愛子   | 徳島文理大学短期大学部 | 太平洋クラブ六甲コース               |
| 1988年 | 川岸良兼   | 日本大学     | 鷹之台カンツリー倶楽部                   | 原田香里   | 日本大学               | ABCゴルフ倶楽部                      |
| 1989年 | 下向英一   | 日本大学     | 片山津ゴルフ倶楽部西コース               | 兵藤はる美 | 愛知淑徳大学           | ABCゴルフ倶楽部                      |

### 開催コース統一後
| 開催年 | 男子         | 男子         | 女子       | 女子           | 開催コース                                             |
| 開催年 | 優勝者       | 学校         | 優勝者     | 学校           | 開催コース                                             |
| ------ | ------------ | ------------ | ---------- | -------------- | ------------------------------------------------------ |
| 1990年 | 丸山茂樹     | 日本大学     | 元載淑     | 梨花女子大学校 | 高松グランドカントリークラブ鹿庭アウト・氷上インコース |
| 1991年 | 丸山茂樹     | 日本大学     | 芳賀ゆきよ | 豊橋短期大学   | 芳賀カントリークラブ南・西コース                       |
| 1992年 | 桧垣繁正     | 近畿大学     | 芳賀ゆきよ | 豊橋短期大学   | 富士カントリー可児クラブ可児ゴルフ場志野コース         |
| 1993年 | 横尾要       | 日本大学     | 大地志奈子 | 近畿大学       | 大分カントリークラブ月形コース                         |
| 1994年 | 片山晋呉     | 日本大学     | 金澤鈴華   | 早稲田大学     | オータニにしきカントリークラブしゃくなげ・まゆみコース |
| 1995年 | 木村友栄     | 日本大学     | 有藤智香   | 日本大学       | カレドニアン・ゴルフクラブ                             |
| 1996年 | 波当根弓彦   | 同志社大学   | 大竹康子   | 日本大学       | 額田ゴルフ倶楽部東コース                               |
| 1997年 | 米倉健太郎   | 日本大学     | 中島真弓   | 早稲田大学     | 日野ゴルフ倶楽部キングコース                           |
| 1998年 | 近藤共弘     | 専修大学     | 西川みさと | 専修大学       | 袖ヶ浦カンツリークラブ新袖コース                       |
| 1999年 | 太田直己     | 日本体育大学 | 大山志保   | 日本大学       | 愛岐カントリークラブ東・中コース                       |
| 2000年 | 宮里優作     | 東北福祉大学 | 米村洋子   | 近畿大学       | 相模原ゴルフクラブ西コース                             |
| 2001年 | 宮里優作     | 東北福祉大学 | 古屋京子   | 福岡大学       | ゴールデンバレーゴルフ倶楽部                           |
| 2002年 | 宮里優作     | 東北福祉大学 | 古屋京子   | 福岡大学       | 三好カントリー倶楽部西コース                           |
| 2003年 | 甲斐慎太郎   | 日本体育大学 | 香山麻央   | 立命館大学     | セントラルゴルフクラブ東コース                         |
| 2004年 | 権奇澤       | 東北福祉大学 | 恒川智会   | 同志社大学     | ABCゴルフ倶楽部                                        |
| 2005年 | 池田勇太     | 東北福祉大学 | 宅島美香   | 名古屋商科大学 | 岐阜関カントリー倶楽部東コース                         |
| 2006年 | 池田勇太     | 東北福祉大学 | 原江里菜   | 東北福祉大学   | 江戸崎カントリー倶楽部東・南コース                     |
| 2007年 | 中道洋平     | 東北福祉大学 | 川満陽香理 | 立命館大学     | 北六甲カントリー倶楽部東・西コース                     |
| 2008年 | 大田和桂介   | 日本大学     | 小川茉奈美 | 日本大学       | 春日井カントリークラブ東・西コース                     |
| 2009年 | 大田和桂介   | 日本大学     | 綾田紘子   | 法政大学       | 江戸崎カントリー倶楽部東・南コース                     |
| 2010年 | 櫻井勝之     | 明治大学     | 大堀薫     | 大阪学院大学   | 城陽カントリー倶楽部東・西コース                       |
| 2011年 | 松山英樹     | 東北福祉大学 | 柳澤美冴   | 法政大学       | スリーレイクスカントリークラブ                         |
| 2012年 | 松山英樹     | 東北福祉大学 | 佐藤絵美   | 東北福祉大学   | 狭山ゴルフ・クラブ東・西コース                         |
| 2013年 | 村山駿       | 東北福祉大学 | 坂下莉翔子 | 同志社大学     | 加古川ゴルフ倶楽部                                     |
| 2014年 | 小西奨太     | 大阪学院大学 | 松田唯里   | 福井工業大学   | スプリングフィールドゴルフクラブ                       |
| 2015年 | 長谷川祥平   | 大阪学院大学 | 山下美樹   | 大手前大学     | 大利根カントリークラブ・東コース                       |
| 2016年 | 阿久津未来也 | 日本大学     | 金澤志奈   | 中央学院大学   | 鳴尾GC                                                 |
| 2017年 | 清水大成     | 日本大学     | 小西瑞穂   | 東北福祉大学   | 四日市CC                                               |
| 2018年 | 桂川有人     | 日本大学     | 髙久ゆうな | 東北福祉大学   | 飯能GC                                                 |
| 2019年 | 砂川公佑     | 大阪学院大学 | 星川ひなの | 日本大学       | 小野グランドCC・NEWコース                              |
| 2021年 | 平田憲聖     | 大阪学院大学 | 星川ひなの | 日本大学       | 愛知CC                                                 |
| 2022年 | 宇喜多飛翔   | 大阪学院大学 | 小暮千広   | 日本大学       | カレドニアンGC                                         |
| 2023年 | 小林匠       | 大阪学院大学 | 坂下一葉   | 大阪学院大学   | 大山GC                                                 |